# 라이언 그랜트
라이언 Bert 그랜트(영어: Rhyan Bert Grant, 1991년 2월 26일 ~ )은 오스트레일리아의 축구 선수로, 포지션은 오른쪽 풀백, 센터백이다. 현재 시드니 FC 소속이다.